# Sony Ericsson Elm
Sony Ericsson Elm är en Greenheartmobiltelefon av företaget Sony Ericsson. Den lanserades den 14 december 2009 och, eftersom den är en Greenheartmobil, är den gjord av återvunnen plast, målad med miljövänlig färg, har färre farliga kemikalier än vanligt m.m. Den har en 2,2" skärm och väger 90 gram.

## Funktioner
- 5,0 Megapixel kamera
- Kamerablixt, kan även användas som lampa
- GPS
- WiFi-kompatibel
- 280 Mb minne
- "Noise Shield" som filtrerar bort bakgrundsljud i samtal
- Youtube, Myspace, Twitter och Facebook inbyggda som program i telefonen
- TrackID, NeoReader, AccuWeather, Google Maps m.fl inbyggda som program i telefonen